# The Albuquerque Journal
The Albuquerque Journal è un quotidiano statunitense in lingua inglese. Fondato nel 1880 come Golden Gate, ha sede ad Albuquerque ed è edito dalla Journal Publishing Company. L'edizione è dello Stato del Nuovo Messico.